# Кућа на Позоришном тргу бр. 2 у Новом Саду
Кућа на Позоришном тргу бр. 2 у Новом Саду изграђена је половином 19. века, а обновљена крајем 19. века и представља непокретно културно добро као споменик културе.
Једноспратна кућа кратког уличног фронта изграђена је у некадашњој Јеврејској улици. Данас се кућа налази на Позоришном тргу који је формиран након рушења десне стране Јеврејске улице и изградње нове зграде Позоришта. Са кућом у улици Kраља Александра број 2 чини затворен блок.
На уличној фасади грађевине су три вертикале отвора и плитак ризалит на десној страни, наглашен композитним пиластрима. Прозори спрата су двокрилни, надшивени су архитравним фронтовима који су постављени на витке, китњасте конзоле. На средини фасаде је кордонски венац, изнад којег су парапетна поља са штуко декорацијом у виду биљних орнамената. У оси отвора, на тавaнском надзитку, су мали правоугаони тавански отвори декорисани вегетабилном орнаментиком. На дворишној фасади је комуникативни балкон сводне конструкције, на волутасто профилисаним каменим конзолама.
Током деведесетих година 20. века извршена је реконструкција фасаде и промена намене таванског простора у стамбени.